# سوسکچه‌های نخستین متریوکسنینی
 سوسکچه‌های نخستین متریوکسنینی(نام علمی: Metrioxenini) نام یک تبار از زیرخانواده سوسکچه‌های نخستین اکسیکورینینا است.